# Еразм Ротердамський
Ера́зм Ротерда́мський (лат. Desiderius Erasmus Roterodamus, ім'я при народженні нід. Gerrit Gerritszoon; 28 жовтня, 1466 — 12 липня, 1536) — голландський теолог та мислитель епохи пізнього Відродження. Вибране ним латинське ім'я складається із трьох частин: імені Desiderius, що походить від латинського слова desiderium (бажання, прагнення), грецького слова εράσμιος, що значить коханий, улюблений і латинізованої назви міста, в якому він народився — Роттердама.
Еразм був найвизначнішим знавцем латини своєї епохи. Його твори — взірець чистої класичної мови. Мислитель усе життя залишався вірним католиком, хоча й критикував церкву за надмірності.
Працею життя Еразма було видання класичного тексту Біблії грецькою мовою. Окрім того найвідомішим твором мислителя є книга «Похвала глупоті».

## Біографія

### Ранні роки
Еразм народився у ніч з 27 на 28 жовтня 1466 року в Роттердамі. Попри те, що він усе життя ототожнював себе з цим містом, Еразм прожив там всього чотири роки, й ніколи туди не повертався. Про його родину майже нічого невідомо, крім того, що можна знайти в його власних записах. Майже немає сумніву в тому, що майбутній мислитель був позашлюбною дитиною. Згодом його батько став священиком. Про матір відомо лише те, що її звали Маргарет, і вона була донькою лікаря. Незважаючи на позашлюбний статус сина, батьки дбали про нього аж до своєї смерті в 1483 році під час епідемії. Юнак отримав найкращу освіту, навчаючись у кількох монастирських і напівмонастирських школах.

### Посвячення й чернечі роки
У віці 25 років, у 1488, Еразма висвячено на священика, хоча, схоже, він ніколи не відчував потягу до пастирського покликання, а інститут чернецтва став однією із головних тем у його критиці надмірностей церкви, яка не припинялася все життя мислителя. Незабаром після ординації, Еразм отримав нагоду покинути монастир — його репутація чудового знавця латини й уміння добре писати здобула для нього запрошення на посаду секретаря єпископа Камбре. Зважаючи на хитке здоров'я, неприязнь до ченців і любов до гуманітарних наук, йому дали тимчасове звільнення від обов'язків священика. Пізніше папа Лев X надав цьому звільненню постійний статус.

### Навчання й творчий період
У 1495 році за згодою єпископа Еразм поїхав на навчання до Паризького університету. Університети були на той час центром схоластичної науки, хоча вже почали потрапляти під вплив гуманізму. Еразм навчався в Парижі, Льовені, Англії й Базелі, хоча не належав твердо до жодного із цих місць. В Англії він заприятелював із провідними мислителями епохи короля Генрі VIII: Джоном Колетом, Томасом Мором, Джоном Фішером, Томасом Лінакром і Вільямом Гросином. Певний час він викладав в Кембриджі.
Повернувшись із Англії, Еразм вирішив вдосконалити свої знання грецької мови. Незважаючи на хронічну нестачу грошей, Еразм зумів, наполегливо працюючи день і ніч й благаючи друзів допомогти йому книгами й грошима на вчителів, вивчити мову за три роки. Це дозволило йому на глибшому рівні вивчати теологію. Читаючи Біблію у перекладі Єроніма, відому як Вульгата, він переконався, що деякі її частини перекладені неправильно, тому він вирішив зробити новий переклад Нового Заповіту з грецької на латинську мову. Двомовне видання Нового Заповіту побачило світ у 1516 р. в Базелі.
Еразм віддавав перевагу життю незалежного науковця, й свідомо намагався уникати зв'язків, які могли б обмежити його свободу думки й літературного самовираження. При житті йому нерідко пропонували почесні й вигідні посади в академічному світі, але він відмовлявся, віддаючи перевагу непевним, але цілком достатнім гонорарам незалежного діяча літератури. Період з 1506 по 1509 рік він провів в Італії, частково у видавництві Альдуса Мануція у Венеції, але його зв'язки з італійським ученим світом були все ж не такими широкими, як можна було б сподіватися.
У 1511 році переніс тяжку хворобу — англійську пітницю, наслідки якої відчувались надалі. Перебування Еразма в Льовені зробило його мішенню для критики з боку кіл, ворожих до принципів літературних реформ, яким він присвятив своє життя. Відчуваючи утиски, він знайшов притулок в Базелі, де завдяки швейцарській гостинності отримав змогу вільно висловлюватися, й де його оточували вірні друзі. Протягом довгих років він плідно співпрацював із визначним видавцем Фробеном (разом з іншим відомим вченим Сигізмундом Геленієм). У Базель, до Еразма, стікалися прихильники із усіх кутків Європи.
Писати Еразм почав пізно, спочатку досконало опанувавши латину, але потім багато друкувався, висловлюючи свої міркування з приводу найактуальніших питань тогочасної філософської й релігійної проблематики. Його критика церковних установ була зумовлена не сумнівом у релігійній доктрині, чи неприязню до церковних інституцій, як таких, а радше боротьбою проти середньовічного формалізму й за лібералізацію мислення. Ця боротьба стала стрижнем Еразмового життя й надала йому цілісності. Шукаючи свободи й незаангажованості мислитель опинився в центрі європейської думки. Серед тих, із ким Еразм листувався, понад 500 найвидатніших політичних і наукових діячів епохи.
Еразм помер у 1536 році в Базелі від дизентерії, хоча є й інші припущення. Традиційно вважається, що його останніми словами були «Боже милостивий» (нід. Lieve God).

## Видання Біблії
Початок XVI-го століття ознаменувався публікацією Біблії багатьма європейськими мовами. Минуло лише півстоліття з часу винаходу книгодрукування в Європі. Цей період ознаменувався збором численних рукописів і встановленням канонічних текстів. Одним із таких проектів була робота над багатомовною Біблією в Іспанії. Підготовка Нового Заповіту завершилася в 1514 році, але публікація затримувалася доти, доки не буде готовий Старий Заповіт. Папа Лев Х надав Еразму виключні права на публікацію грецького тексту Біблії. Довідавшись в 1515 році про існування іспанського багатомовного проекту, Еразм, який на той час перебував у Англії, розпочав власні пошуки рукописів, щоб встигнути опублікувати свій варіант до видання іспанського. У результаті напруженої роботи в умовах браку часу в 1516 році побачив світ Новий Заповіт грецькою мовою із латинським перекладом і коментарями — «Novum Instrumentum omne, diligenter ab Erasmo Rot. Recognitum et Emendatum». Для цього видання Еразм використав кілька різних рукописів, оскільки не мав єдиного повного.
Друге видання (1519) року використовувало в назві слово Testamentum (заповіт) замість Instrumentum. Воно стало основою для німецького перекладу Мартіна Лютера. Було продано 3300 примірників Нового Заповіту, враховуючи обидва видання. Третє видання з'явилося в 1522 році. У 1527 році вийшов 4-й варіант із грецьким текстом, текстом Вульґати й Еразмовим перекладом на класичну латину. З видання 1535 року текст Вульґати викинули.
Таким чином, протягом багатьох років Еразм працював над встановленням прийнятого тексту (Textus Receptus) найважливішої книги християнства. Він присвятив цю роботу папі Леву Х — покровителю знань. Закінчивши працю, Еразм одразу ж почав друкувати «Парафрази Нового Заповіту» — популярний виклад змісту окремих витягів. 6 таких книг були написані латиною, але швидко перекладалися іншими мовами.

## Еразм, Лютер і зародження протестантства

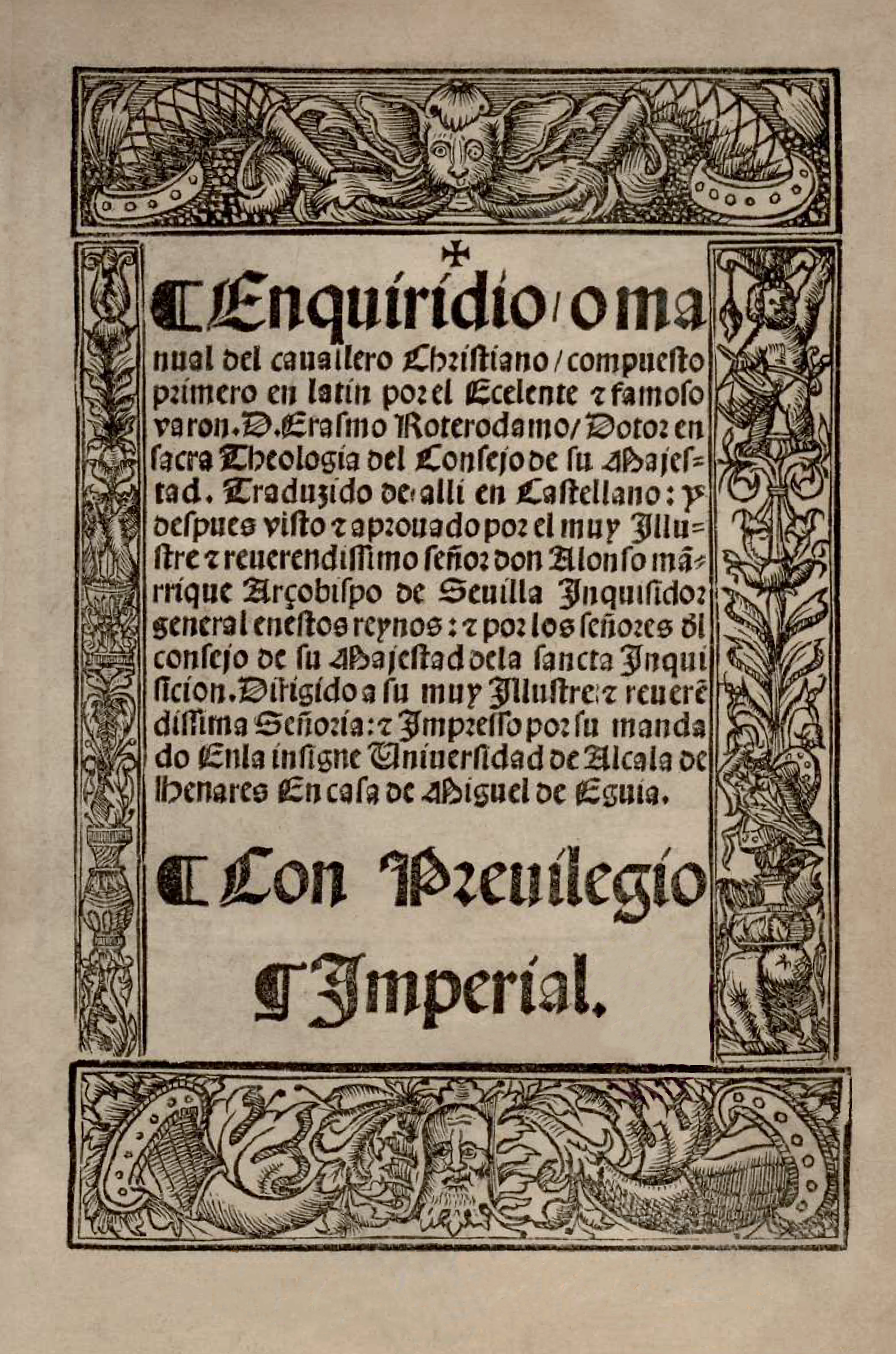
Enchiridion militis Christiani (1503).

### Спроба нейтральності в дискусії
Рух Мартіна Лютера почався одразу ж після публікації перекладу (восени 1521 року) Нового Заповіту, й став важким випробовуванням для Еразма. Конфлікт між європейською спільнотою й римо-католицькою церквою став настільки гострим, що уникнути закликів приєднатися до дискусії стало неможливим. Еразм перебував тоді на вершині слави й обидві сторони неминуче зверталися до нього, вимагаючи підтримки. Проте за своїм характером і звичками, мислитель противився думці ставати на той чи інший бік. Критикуючи надмірності й глупоту в церковних рядах, він завжди підкреслював, що не відчуває ворожості до церковників і не нападає на церковні установи, як такі. Світ сміявся над Еразмовою сатирою, проте ніхто не ставив під сумнів той плідний внесок, яким він зарекомендував себе в очах найвизначніших представників церковного світу.

### Незгода з Лютером
Еразм із симпатією ставився до основних положень лютеранської критики церкви. Він поважав Лютера, а Лютер завжди підкреслював своє захоплення знаннями Еразма. Лютер сподівався Еразмової підтримки своєї діяльності, яка, на його думку, була не чим іншим, як природним продовженням Еразмової справи. Раннє листування засвідчує Лютерове захоплення усім тим, що Еразм зробив для встановлення розумних засад християнства. У своїх листах великий протестант закликає мислителя приєднатися до лютеранської партії. Еразм відмовився, зазначивши, що, вчинивши так, він підірвав би свій авторитет, як лідера руху за чисте знання, який він вважав своїм життєвим покликанням. За його словами, він може впливати на релігійні реформи тільки з позиції незалежного вченого. Прямий у своїх вчинках Лютер розцінив Еразмові вагання, як ухиляння від відповідальності, продиктовані або боягузтвом або ж браком відданості. Проте Еразм відчував страх перед зміною доктрини й притримувався думки, що в її рамках знайдеться досить місця для найдорожчих для нього змін.

### Питання свободи волі
Під час тривалої суперечки Еразм двічі дозволив собі висловитися щодо суперечливих питань доктрини, хоча така поведінка була невластивою його характеру й репутації. Одною із гострих тем стало питання свободи волі. У De libero arbitrio diatribe sive collatio, опублікованому в 1524 році, Еразм висвітлив погляди лютеран щодо цього питання, одночасно тверезо викладаючи думки іншої сторони. «Діатриб» не робить висновків і не закликає до дій, що стало недоліком в очах послідовників Лютера. Лютер відповів в 1525 році нападками на «Діатриб» і на самого Еразма в De servo arbitrio, навіть звинувачуючи його в тому, що той не християнин.
Тим часом почалися громадські безлади, яких Еразм боявся, а Лютер вважав неминучими. Еразм був радий, що тримався осторонь реформ, якщо вони призвели до таких наслідків, проте йому гірко докоряли, що саме він розпочав «трагедію» (якою називали протестантизм римо-католики).
Коли в 1529 році місто Базель стало офіційно «реформованим», Еразм покинув своє тамтешнє помешкання й перебрався до імперського міста Фрайбург.

### Питанняєвхаристії
Доктрина причастя була одним із ключових питань реформації. У 1530 році Еразм опублікував нове видання ортодоксального трактату Алегруса проти єретика Баренгара з Туру, що датувався XI століттям. У передмові Еразм твердо висловив свою віру в істинності Христового тіла під час посвячення при євхаристії. Цим він відцурався від тверджень базельського лідера антисакрименталістів Йогана Околампадіуса про те, що Еразм притримується однакових із ним поглядів, які поширювалися з метою переконати громадськість в участі мислителя у розкольницькому русі.

## Літературна творчість
Окрім роботи над Біблією, Еразм надрукував чимало книг світського характеру, ставлячись до них радше, як до приємної розваги.

### Прислів'я
Еразм любив збирати прислів'я усіх часів і народів. Йому самому приписується фраза: «В країні сліпців людина з одним оком — зряча».
У 1500 році побачило світ перше видання «Collecteana Adagiorum» — збірки латинських і грецьких приказок.
Надалі збірка багато разів перевидавалася з доповненнями й Еразмовими коментарями, що самі зосереджувалися на актуальних питаннях тодішнього життя.
Серед висловів, які запровадив у живу мову Еразм, зокрема:
- Квапитися повільно
- Водити за ніс
- Це ясно навіть дитині
- Вилупитися з одного яйця
- Зробленого не переробиш
- Живий труп
- Час покаже
- Крокодилові сльози

Еразму належить також вираз «скринька Пандори», що з'явився в результаті помилки — перекладаючи «Пандору» Гесіода, він переплутав «pithos» (дзбан) з «pyxis» (скринька).

## Похвала Глупоті

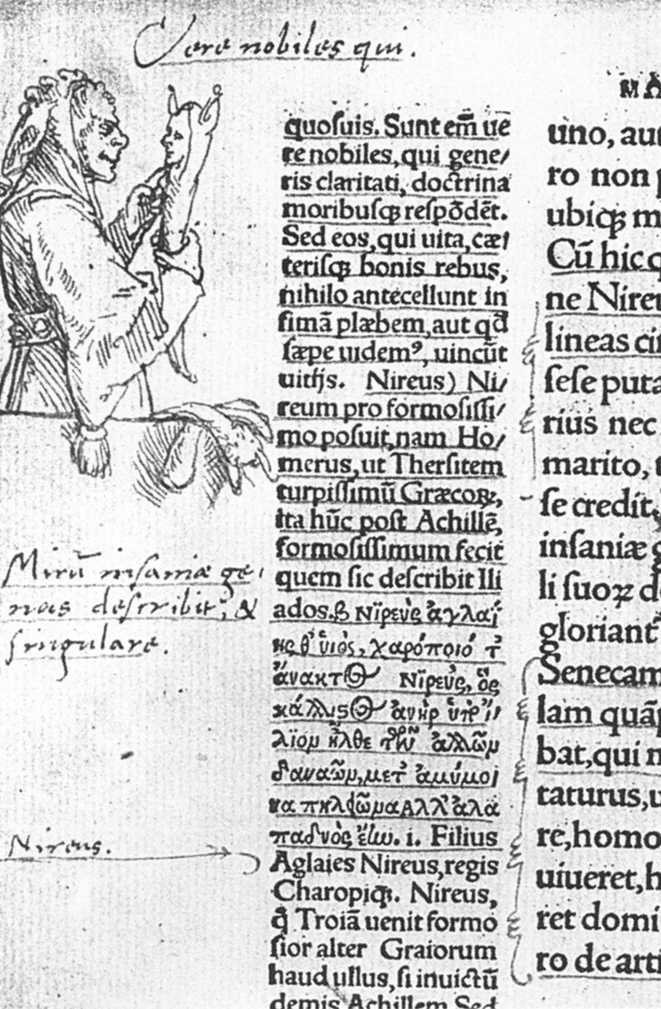
Сторінка з першого видання «Похвали Глупоті»

У 1511 році Еразм видав написану ним двома роками раніше книгу «Похвала Глупоті» (грец. Μωρίας Εγκώμιον, лат. Stultitiae Laus), яка стала найвідомішим твором автора. Книга починається з посвяти Томасу Мору, другу автора, прізвище якого асоціюється з грецьким словом «моріяс», що значить «глупота».
Мова ведеться від імені богині Глупоти, яка на всі лади вихваляється тим впливом і шаною, які вона здобула в суспільстві.
Еразмова сатира висміює усі сфери та явища тодішнього життя, включно із самим Еразмом Ротердамським, але найбільше мислитель глумиться над неправедністю та забобонністю ченців, запліснявілими доктринами.
Закінчується книга полум'яним закликом до праведності й християнських чеснот.
«Похвала глупоті» вважається однією із найвпливовіших книг західної цивілізації й каталізатором Реформації. Вона одразу ж стала популярною, сподобалася Папі, ще за життя автора була перекладена німецькою й французькою. У новітню еру ще довго вивчалася, як зразок риторики.

## Sileni Alcibiadis
Видана в 1515 році й перевидана в 1517 році «Sileni Alcibiadis» є книгою, в якій найяскравіше сформульована Еразмова віра в необхідність змін. Латинське слово «sileni» означає річ, внутрішня сутність якої краща й вища за зовнішність. На думку Еразма до Sileni належали Христос і апостоли й сама церква. Люди називають церквою священиків, єпископів, пап, але ці люди лише служники церкви. Автор критикує тих, хто марнує багатство церкви, жиріють за рахунок народу. Багатство не повинно ставитися вище за все інше. Справжня місія церкви — допомогти людям жити християнським життям. Священики повинні бути чистими, а вони збиваються з праведного шляху й усім наче байдуже. Еразм критикує папську розкіш, стверджуючи, перед усім треба ставити вірність Святому письму.

## Інші твори
Перу Еразма належать також
- «Enchiridion militis Christiani» — «Книга християнського лицаря» (1503), в якій Еразм висловлює свої погляди на щоденне життя християнина, й засуджує головне зло того часу — формалізм.
- «Institutio principis Christiani» — «Виховання християнського принца». Книга вийшла через 3 роки після «Принца» Макіавеллі[9]. Акценти в ній розставлені цілком інакше. Для Еразма важливіше, щоб володаря любили, а не боялися.
- «Querela Pacis» — «Скарги Миру», у якій Мир говорить від першої особи. Він нагадує, що людині дано владу слова, найбільш примирюючий інструмент соціального зв'язку та сердечної любові. Природа навчила людство прагнути миру, та забезпечувати його. Лише деякі, чиє підле благополуччя залежить від народного горя, бажають війни[10][11][12][13][14]
- «Ecclesiastes» — «Проповідник» (1536), де Еразм ділиться своїми поглядами на принципи християнської проповіді.

## Історичне значення

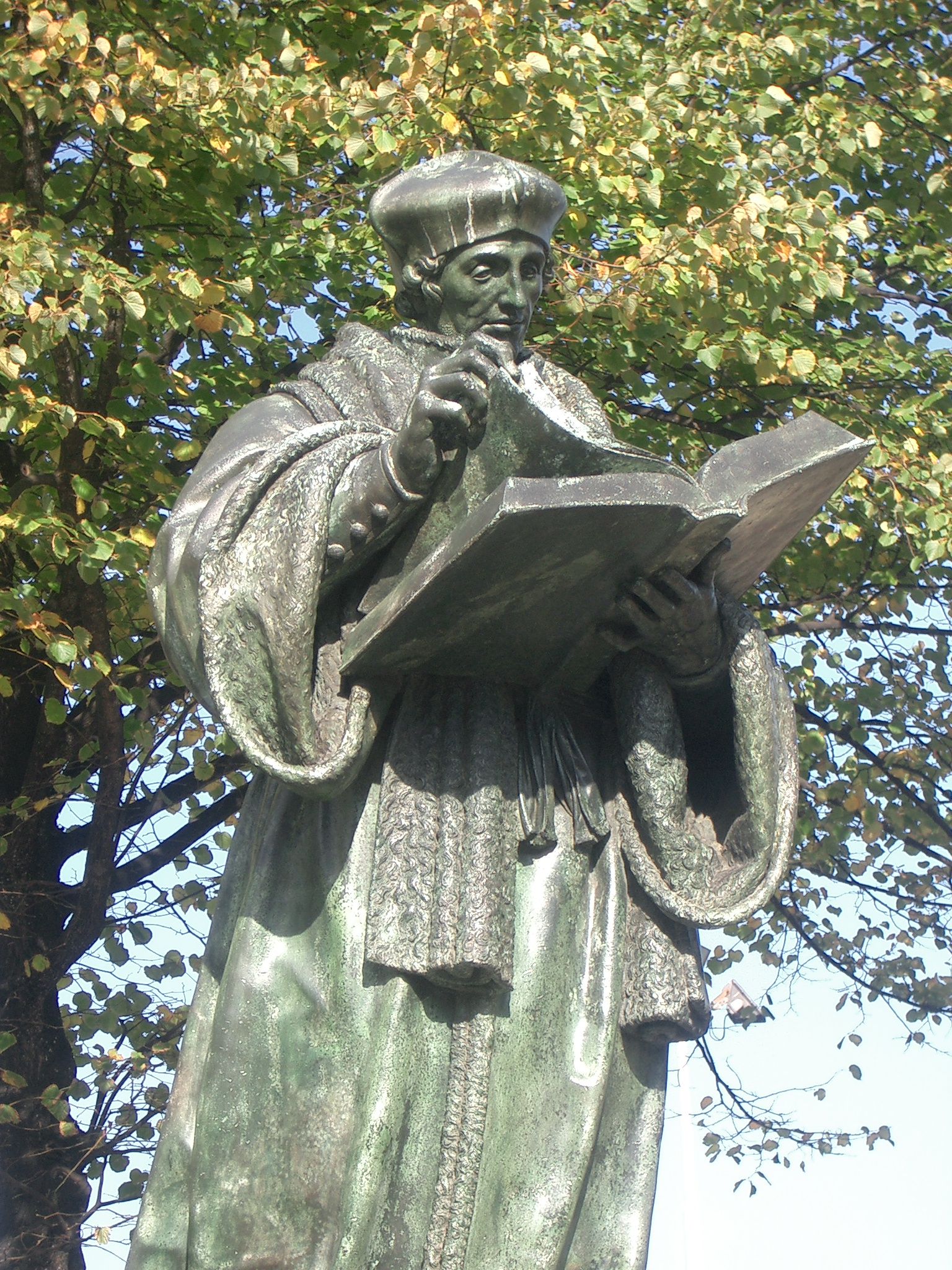
Пам'ятник Еразму в Ротердамі

Еразм Ротердамський був одним із найвизначніших мислителів епохи, що передувала реформації церкви, людиною великої вченості й знань, останньою в історії «людиною, яка знала все». Його праця над Біблією й критичні твори підготували перехід до нових часів і сприяла затвердженню принципів гуманізму.
Виважена позиція Еразма щодо протестантизму здобула йому ворогів у обох таборах. У 1543 році його книги були публічно спалені в Мюнстері.

## Видання українською
- Еразм Ротердамський (1981). Похвала Глупоті. Київ: Дніпро.
- Еразм Роттердамський (1993). Похвала Глупоті. Домашні бесіди. Київ: Основи. с. 319. ISBN 5-7707-3315-2.